# Jovanka Broz
Jovanka Broz, rojena Budisavljević, vdova Josipa Broza Tita, * 7. december 1924, Pećane, Hrvaška, † 20. oktober 2013, Beograd, Srbija.
Rojena je bila v vasi Pećane, v hrvaški Liki. S sedemnajstimi leti se je leta 1941 priključila partizanskemu gibanju. Bila je borka 6. liške divizije, kjer se je med prvimi včlanila v Komunistično partijo Jugoslavije. Leta 1944 je kot partizanka Mara v Drvarju prvič srečala Josipa Broza, po vojni pa je delala pri njem na Belem dvoru v Beogradu bodisi kot njegova negovalka bodisi kot tajnica. Med vojno je hitro napredovala po vojaški lestvici in konec vojne dočakala s činom kapetanke ter dvema odlikovanjema za hrabrost. Bila je komisarka vojne bolnice, službovanje v Jugoslovanski ljudski armadi - JLA je leta 1952 končala s činom podpolkovnice. V strogi tajnosti se je leta 1952, ko je štela 28 let, v Beogradu poročila s takrat 60-letnim Josipom Brozom Titom in postala njegova (uradno) tretja žena.
Leta 1977 so tajne službe Tita osamile pred njo, mesec dni po njegovi smrti leta 1980 pa so jo oblastniki nasilno, v sami spalni srajci in copatih vrgli iz njunega predsedniškega domovanja na Užički 15 v Beogradu ter pobrali tam vse kar so mogli. Poslej je skoraj do smrti živela v neuradnem (ker ji niso sodili) hišnem priporu, v razpadajoči stari vili brez ogrevanja, ki je zamakala, v hudem pomanjkanju osnovnih življenjskih potrebščin, srbska oblast ji ni dala niti osebne izkaznice, potnega lista, zdravstvene izkaznice, ipd. Pisala je številne vloge in pritožbe, tudi na naslove zunaj Srbije, a zaman. Šele leta 2009 je prejela osebno izkaznico in potni list. Tako je skoraj 30 let živela tako rekoč brez človekovih pravic. V javnosti se ni pojavljala, le na obletnice moževega rojstva in smrti je nekaj časa hodila položit venec v Hišo cvetja. Nekaj mesecev pred smrtjo je Staneta Dolanca obtožila, da je bil nacistični agent in član Hitlerjugenda, ki je hotel prevzeti oblast. Njega in generala Nikolo Ljubičića je obtožila, da sta pripomogla k razpadu Jugoslavije.  Umrla je v beograjski bolnišnici. 